# Gen (llengua)
El gen (o gebe, o mina, o popo) és una llengua gbe que parlen els gen-mina de Benín i de Togo. El gen és una llengua tonal. El seu codi ISO 639-3 és gej i el seu codi al glottolog és genn1243.
Forma part del grup de les llengües kwa i de la branca Volta-Níger de la família Níger-Congo. Té aproximadament 330.000 parlants (ca 200.000 a Togo i ca. 130.000 a Benin). Com la resta de llengües Gbe, és una llengua tonal. I, a més, té diferents dialectes: Agoi, Anex i Gliji.

## Família lingüística
El maxi és una llengua kwa, família lingüística que forma part de les llengües Benué-Congo. Concretament, segons l'ethnologue, forma part del grup lingüístic de les llengües gbes. Segons l'ethnologue, hi ha 21 llengües gbe: l'Aguna, l'ewe, el gbe, ci, el xwla oriental, el gbesi, el kotafon, el saxwe, el waci, el xwela occidental, el xwela, el kpessi, sis llengües aja (aja, ayizo, defi, tofin, weme i gun), dues llengües fons (fon i maxi) i la llengua gen, considerada l'única llengua mina. Segons el glottolog, és una de les llengües gbes occidentals juntament amb l'adagbe, amb l'aguna, amb l'ewe, el kpessi i el waci.

## Situació geogràfica i etnologia
Els gen són els membres del poble que parlen la llengua gen. El seu territori està a la zona costanera de Benín i Togo.

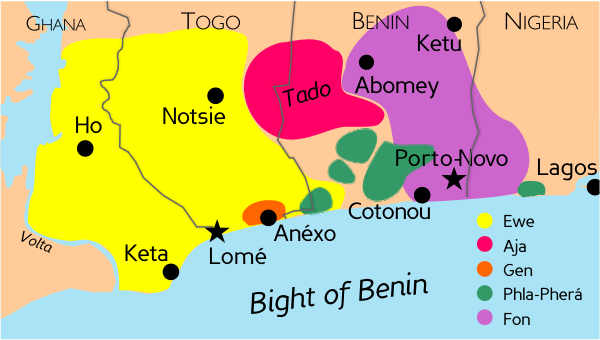
Llengües gbes

### Gen a Togo
El 1991 hi havia 201.000 gen a Togo i segons el joshuaproject n'hi ha 413.000.
El seu territori està situat a la regió Marítima, al municipi de Lacs, entre Lomé i la frontera de Benín. Segons el mapa lingüístic de Togo de l'ethnologue, el territori gen d'aquest estat està situat al sud-est del país, a la zona de la desenvocadura del riu Sio. Al sud del territori hi ha l'oceà Atlàntic i una estreta franja de Benín, a l'oest limiten amb el territori dels kabiyès, dels lames i dels ewes; al nord limiten amb el territori dels watxis i a l'est limiten amb el territori dels xwles occidentals.

### Gen a Benín
El 2006 hi havia 126.000 gen a Benín i segons el joshuaproject n'hi ha 177.000.
El territori dels gen beninesos està situat a l'extrem sud-oest, als departaments Mono i Atlantique. Segons el mapa lingüístic de Benín, el territori gen de Benín, que comparteixen amb els xwles occidentals, està situat en una estreta franja a l'extrem sud-occidental del país, al llarg de la costa. Aquest territori limita amb l'oceà Atlàntic al nord, amb Togo al nord i l'oest i amb territori dels xwles occidentals a l'est.

## Dialectes i semblança amb altres llengües
Els dialectes de la llengua gen són l'agoi, l'anexo, el gen central i el gliji.

## Sociolingüística, estatus i ús de la llengua
La llengua gen és una llengua de comunicació de masses (EGIDS 3): s'utilitza per persones de totes les edats i generacions tant a la llar com en societat, en el treball i en els mitjans de comunicació de masses, tot i que no té cap estatus oficial ni a Togo ni a Benín. Existeixen programes de ràdio, gramàtica i el 2014 s'hi va traduir la Bíblia. La llengua gen també és utilitzada com a segona llengua pels agunes, els aja, els akebus, els ginyangues, els kpessis i els xwles occidentals a Togo. Els gen de Benín també parlen el francès i en aquest país el gen també és parlat com segona llengua pels agunes, els aja, els gbesis, els kotafons, els saxwes, els xwles occidentals i els xweles. A Benín el gen s'ensenya a les escoles de primària des de 2014.

## Sistema fonològic[8]

### Fonemes i símbols ortogràfics
| /p/  | p  |  | /m/ | m  |  | /f/ | f   |
| /b/  | b  |  | /n/ | n  |  | /v/ | v   |
| /t/  | t  |  | /ɲ/ | ny |  | /s/ | s   |
| /d/  | d  |  | /ŋ/ | ŋ  |  | /z/ | z   |
| /ɖ/  | ɖ  |  |     |    |  | /l/ | l,r |
| /tʃ/ | c  |  |     |    |  | /x/ | x   |
| /dʒ/ | j  |  |     |    |  | /ɤ/ | ɤ   |
| /k/  | k  |  |     |    |  | /h/ | h   |
| /g/  | g  |  |     |    |  | /w/ | w   |
| /kp/ | kp |  |     |    |  | /y/ | y   |
| /gb/ | gb |  |     |    |  |     |     |
|      |    |  |     |    |  |     |     |
| /i/  | i  |  |     |    |  | /u/ | u   |
| /e/  | e  |  |     |    |  | /o/ | o   |
| /ɛ/  | ɛ  |  |     |    |  | /ɔ/ | ɔ   |
|      |    |  | /a/ | a  |  |     |     |
| /Ṽ/  | Ṽ  |  |     |    |  |     |     |

Exemples
a ---- ama ---- verdura

b ---- ebo ---- amulet

c ---- eco ---- funeral

d ---- edã ---- serp

ɖ ---- aɖi ---- sopa

e ---- ege ---- barba

ɛ ---- mɛlɛ ---- vaixell

f ---- efu ---- pell

g ---- ege ---- barba

gb ---- agba ---- carregar

ɤ ---- ɤetri ---- lluna

h ---- eha ---- porc

x ---- exa ---- escombra

i ---- aɖi ---- sopa

j ---- eje ---- sal

k ---- ekɔ ---- sorra

kp ---- ekpe ---- roca

l ---- lã ---- carn

m ---- ama ---- verdura

n ---- enu ---- boca

ny ---- enyi ---- bou

ŋ ---- aŋu ---- espina

o ---- ebo ---- amulet

ɔ ---- esɔ ---- cavall

p ---- epu ---- os

r ---- ajre ---- baralla

s ---- esɔ ---- cavall

t ---- eto ---- orella

u ---- efu ---- pell

v ---- eve ---- dos

w ---- ewɔ ---- farina

y ---- aya ---- pinta

z ---- ezi ---- seient 
Alfabet
a b c d ɖ e ɛ f g gb ɤ h i j k kp l m n ny ŋ o ɔ p r s t u v w y z 

## Gramàtica
Existeixen tons lèxics (lexemes amb fonemes) i tons sintàctics (gramemes tonals).
Gen, igual que el conjunt de llengües Gbe, és una llengua analítica que presenta poca variació morfològica. De fet, categories com el nombre i la persona s'expressen mitjançant clítics col·locats darrere el nom.
L'ordre aparent en les oracions pot variar, ja que hi ha construccions en què es troba: nucli-complement i d'altres en què és a l'inrevés. Aquest canvir en l'ordre es produeix depenent del tipus de forma verbal que es trobi: perfet (SVO) o imperfet (SOV). Exemple:
- Dàwé á plè kéké ("L'home va comprar una bicicleta" - Perfet, SVO)
- Dàwé á lá plè kéké ("L'home comprarà una bicicleta" - Perfet, SVO)
- Dàwé á lè kéké plè ("L'home està comprant una bicicleta" - Imperfet, SOV)

```
* 
plè
 = "comprar"
```

## Altres
Sistema numeral:
1 - èɖě
2 - èvè
3 - ētɔ̃̀
4 - ēnɛ̀
5 - àtɔ̃́ː
6 - ādɛ̃́
7 - ǎdrɛ̃́
8 - ēɲí
9 - ēɲíɖé
10 - ēwó
Quant al desenvolupament d'aquesta llengua, es pot dir que hi ha entre un 1% i 5% d'alfabetització, es duen a terme programes de ràdio i tot just el 2014 es va fer la Bíblia en aquesta llengua.